# ニセツノヒラムシ科
Template:Taxonbar/candidate

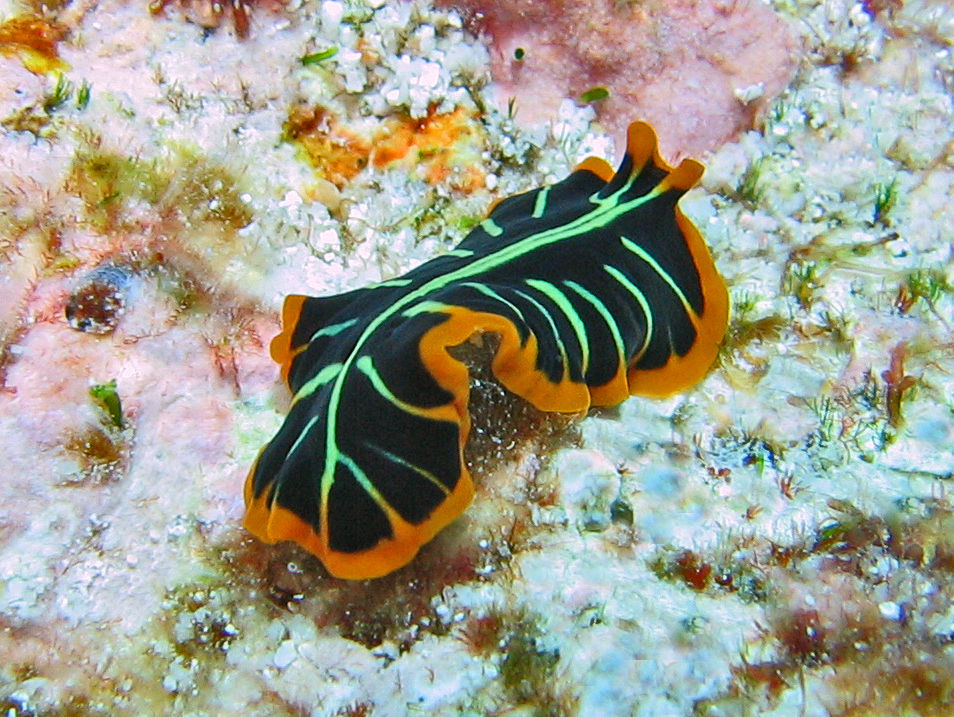
Pseudoceros dimidiatus

ニセツノヒラムシ科（Pseudocerotidae ）は、扁形動物門吸盤亜目に属するヒラムシの分類の一つ。

## 生態

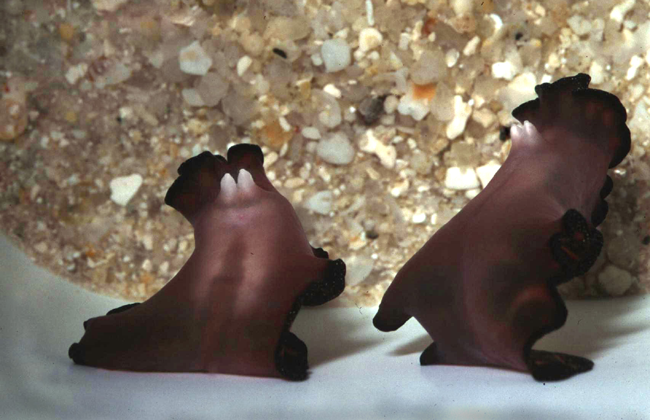
ナンカイニセツノヒラムシのペニスフェンシング

普段は亜熱帯や熱帯等の世界中のサンゴ礁に分布し、深海にも生息する種もいる。カリブ海地域とインド太平洋に多い。ペニスフェンシングで交尾を行い繁殖をする種が多い。ホヤ類や二枚貝類を好む。

## 形態
雌雄同体。楕円形の体で頭部には二つの触葉があり、ニセツノヒラムシ類等は鮮やかな色をしている。

## 分類
１０属分類する。
- Acanthozoon Collingwood, 1876
- Bulaceros Newman & Cannon, 1996
- Maiazoon Newman & Cannon, 1996
- Monobiceros Faubel, 1984
- Nymphozoon Hyman, 1959
- Phrikoceros Newman & Cannon, 1996
- Pseudobiceros Faubel, 1984クロスジニセツノヒラムシ属
- Pseudoceros Lang, 1884ニセツノヒラムシ属
- Thysanozoon Grube, 1840ミノヒラムシ属
- Yungia Lang, 1884

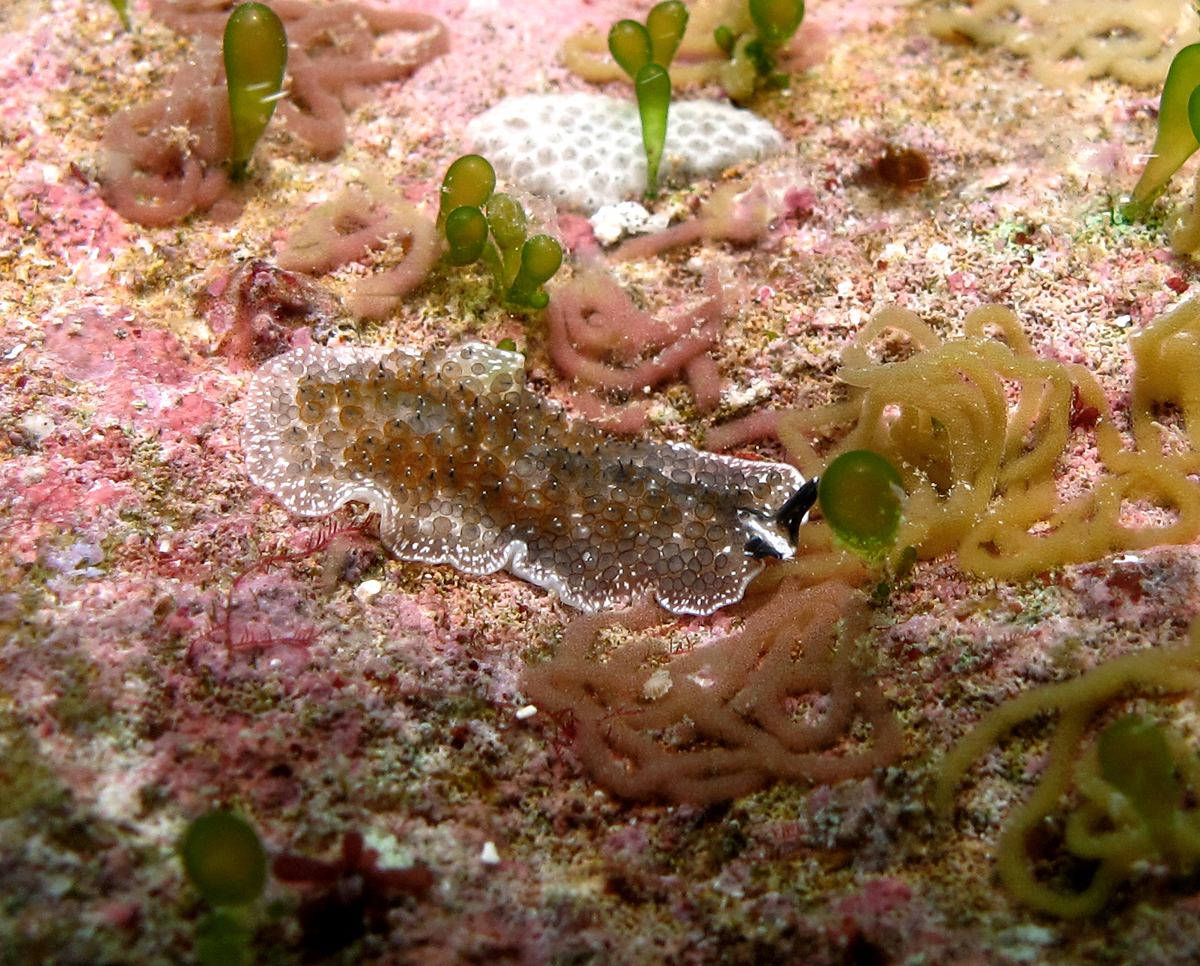
Acanthozoon属一種
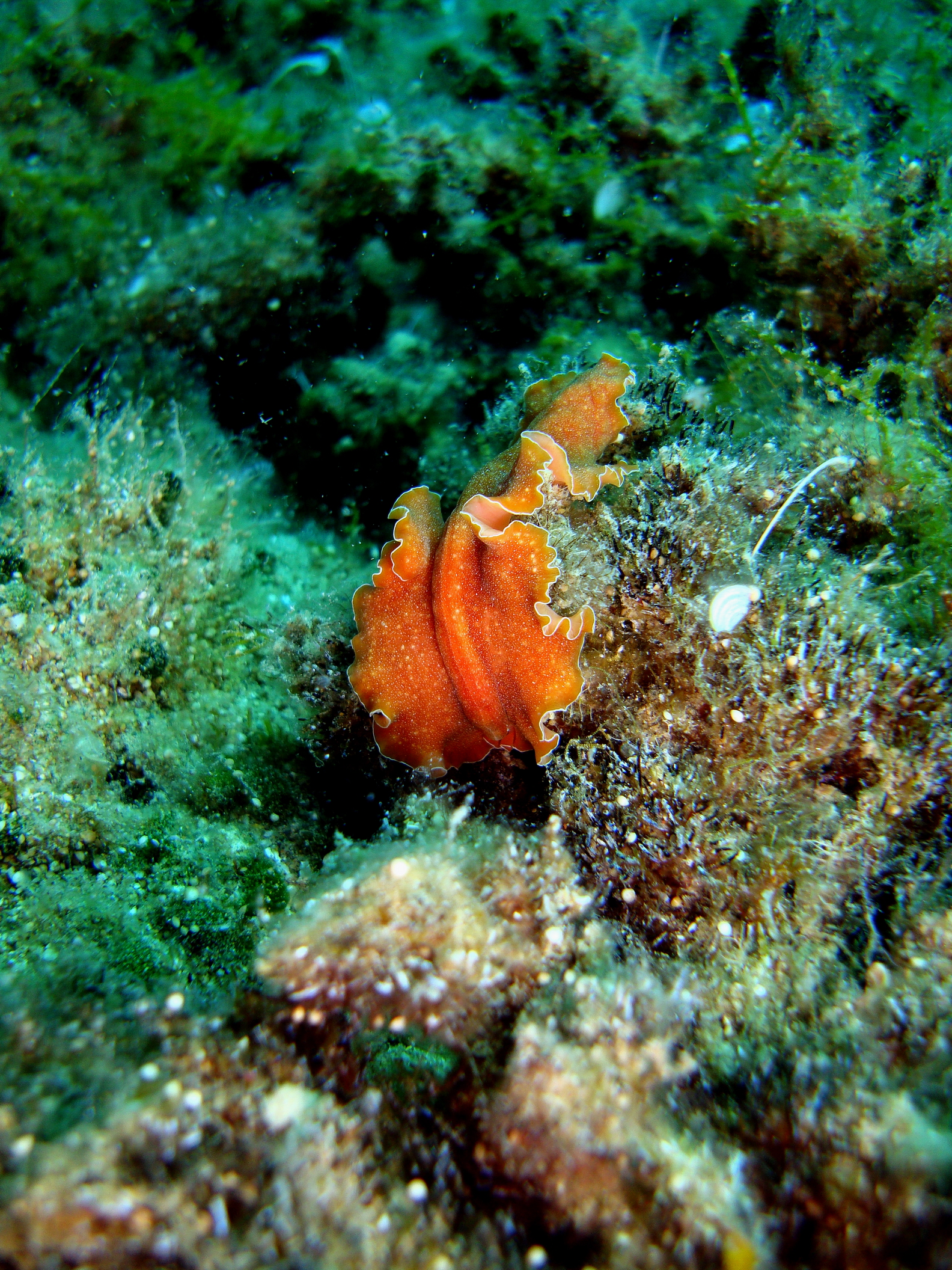
Yungia属一種
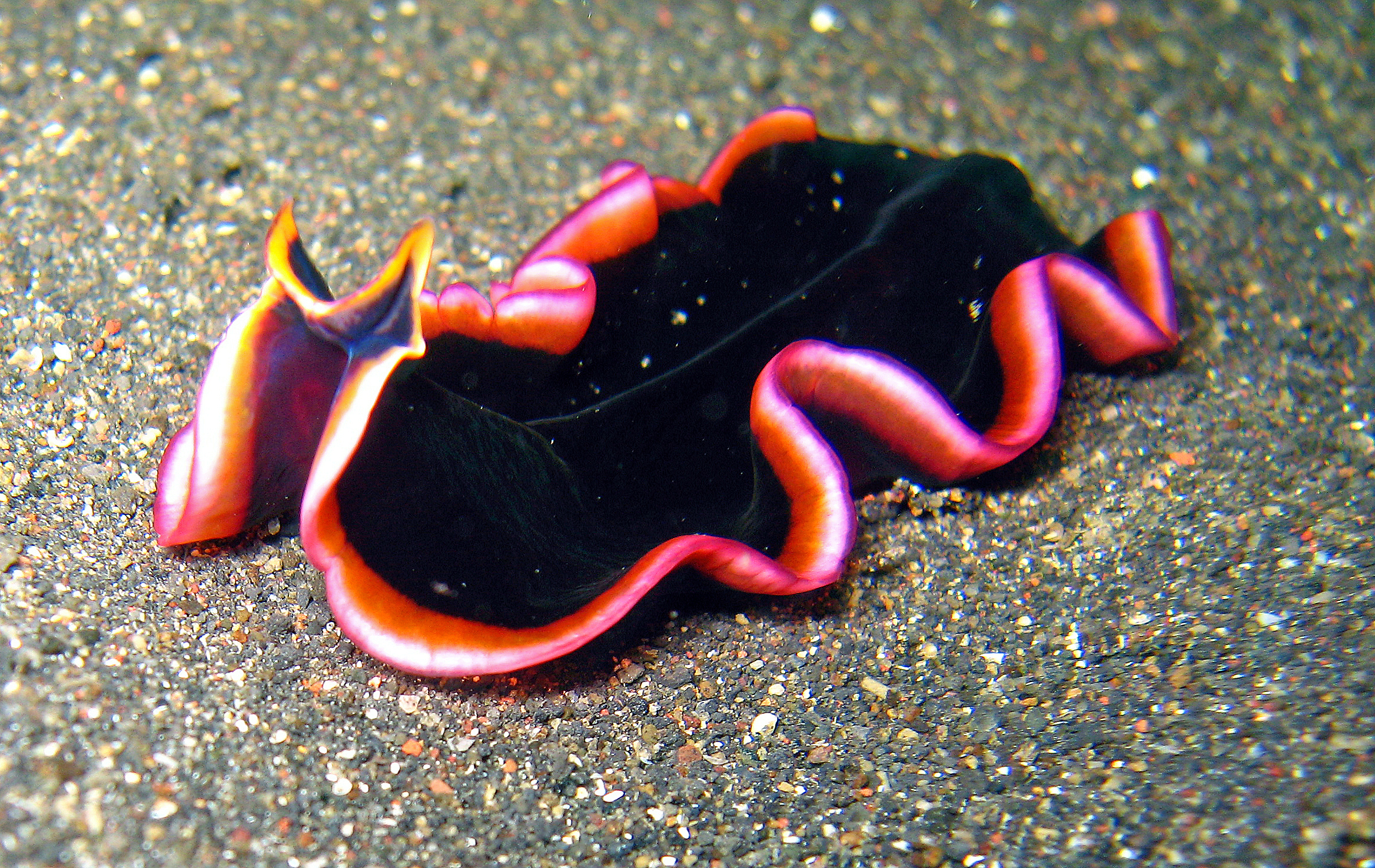
Pseudobiceros hancockanus
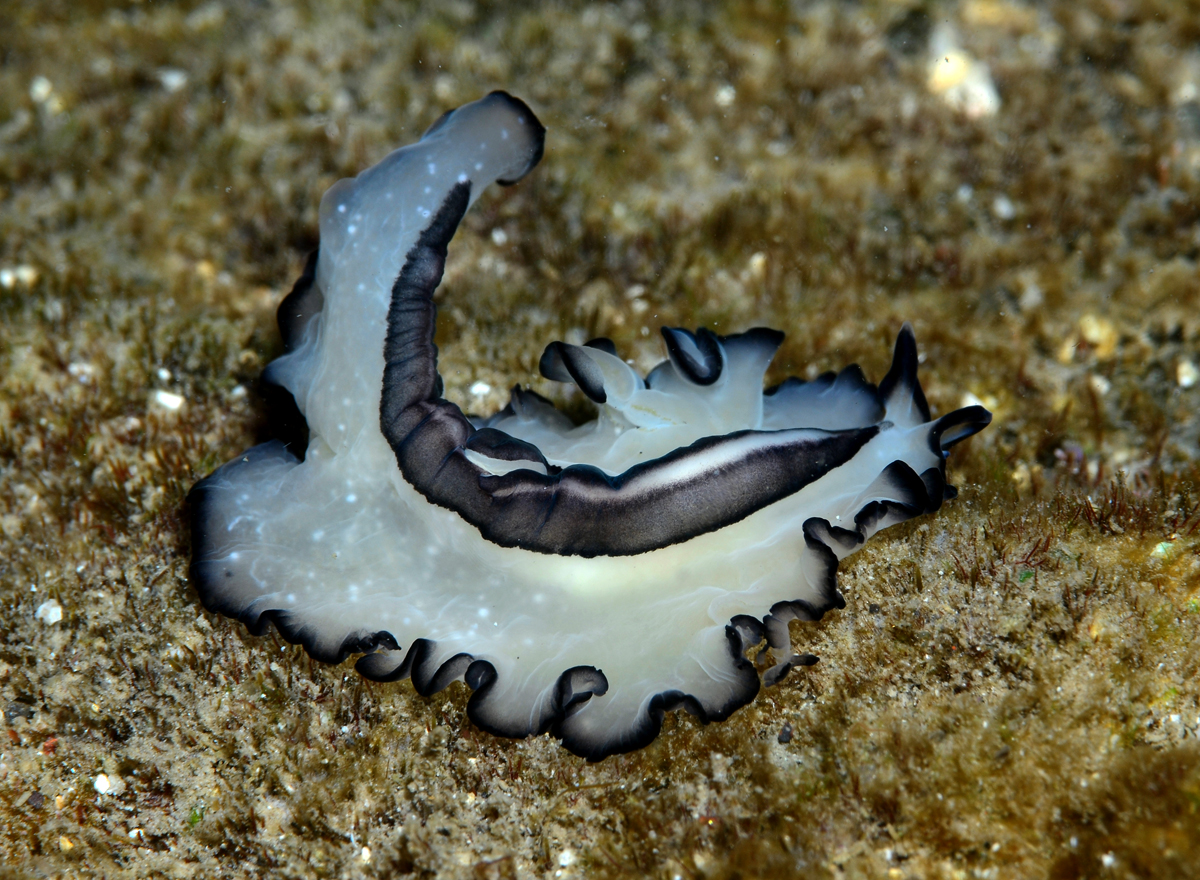
クロスジニセツノヒラムシ

## 参考ウェブサイト
- "Family Pseudocerotidae"
- "Pseudocerotidae"
- "Bulaceros, new genus, and Tytthosoceros, new genus (Platyhelminthes: Polycladida) from the Great Barrier Reef, Australia and Papua New Guinea"

- Wells, Fred (2019). “A low number of introduced marine species in the tropics: a case study from Singapore”. Management of Biological Invasions 10 (1):  23–45. doi:10.3391/mbi.2019.10.1.03. ProQuest 2285117784.
- "Pseudocerotidae" (英語). Integrated Taxonomic Information System. 2006年2月16日閲覧。

| サブスタブ | この項目は、まだ閲覧者の調べものの参照としては役立たない、書きかけの項目です。この項目を加筆・訂正などしてくださる協力者を求めています。このテンプレートは分野別のサブスタブテンプレートやスタブテンプレート（Wikipedia:分野別のスタブテンプレート参照）に変更することが望まれています。 |